# جودیت فورکا
جودیت فورکا (اسپانیایی: Judith Forca‎؛ زادهٔ ۷ ژوئن ۱۹۹۶) بازیکن واترپلو زن اهل اسپانیا است.
وی در مسابقات کشوری و بین‌المللی در مجموع برندهٔ ۱ مدال طلا، ۳ مدال نقره شده‌است.